# Giáo hoàng Grêgôriô XV
Giáo hoàng Grêgôriô XV (Latinh: Gregorius XV) là vị giáo hoàng thứ 234 của giáo hội công giáo. Theo niên giám tòa thánh năm 1806 thì ông đắc cử Giáo hoàng năm 1621 và ở ngôi Giáo hoàng trong 2 năm 5 tháng.
Niên giám tòa thánh năm 2003 xác định ông đắc cử Giáo hoàng ngày 9 tháng 2 năm 1621, ngày khai mạc chức vụ mục tử đoàn chiên chúa là ngày 14 tháng 2 năm 1621 và ngày kết thúc triều đại của ông là ngày 8 tháng 7 năm 1623.

## Triều đại giáo hoàng
Giáo hoàng Gregorius XV sinh tại Bologna ngày 19 tháng 1 năm 1554 với tên thật là Alessandro Ludovisi.

### Cải cách
Ông tuy già cả, ốm yếu nhưng giàu nghị lực để tiếp tục công cuộc cải cách. Ông ấn định thể thức bầu cử Giáo hoàng, thể thức đó còn giữ cho đến ngày nay. Các hồng y phải vào họp trong "phòng khóa" (conclave bởi từ latinh cum và clavis nghĩa là khóa). Chỉ được ra khỏi khi có Giáo hoàng đắc cử với 2/3 số phiếu.
Trong thời nhiệm ngắn ngủi, ông khích lệ dân Ireland và quan tâm đến việc phục hồi Công giáo ở Pháp.
Ông cổ vũ lòng tôn sùng Đức Mẹ Vô Nhiễm Nguyên tội, tuy chưa tuyên bố là tín điều, nhưng ông cấm không được phủ nhận đặc ân ấy của Đức Mẹ. Ông kết thúc công việc cải cách của Tòa thánh Roma một nửa thế kỷ sau công đồng Trento.

### Thiết lập thánh bộ truyền giáo
Ông chú trọng đặc biệt việc truyền giáo và thiết lập (Ủy ban Truyền Bá Đức Tin) Thánh Bộ Truyền giáo với mục đích nuôi dưỡng và phối hợp với các trụ sở truyền giáo đây đó trên toàn thế giới.
Thánh bộ Rôma được Grêgôriô XV thành lập ngày 22 tháng 6 năm 1622 qua Tông hiến: Inscrutabili divinae Providentiae. Mục đích là để đảm bảo việc truyền bá đức tin trong thế giới và cai quản những Hội truyền giáo hoặc các Giáo hội phụ thuộc. Tiền thân là Ủy ban các hồng y do đức Pio V và đức Gregorius XIII thành lập vào thời hậu công đồng Trento. Ủy ban được Clement nới rộng thêm quyền hành. Ngày nay người ta gọi Thánh bộ này là Thánh bộ phúc âm hóa thế giới.
Ông cũng thu hồi quyền chỉ huy các thừa sai về cho Tòa thánh. Chống sự lạm quyền của hai nước Bồ Đào Nha và Tây Ban Nha trong việc bảo trợ các xứ truyền giáo. Ông thành lập Ông phong thánh cho Thánh Philip Neri. Ông nâng Paris lên thành tòa tổng giám mục và thăng Richelieu lên làm hồng y.